# Hottugondanahalli, Hosadurga
Hottugondanahalli là một làng thuộc tehsil Hosadurga, huyện Chitradurga, bang Karnataka, Ấn Độ.